# Blue Cairn Circle

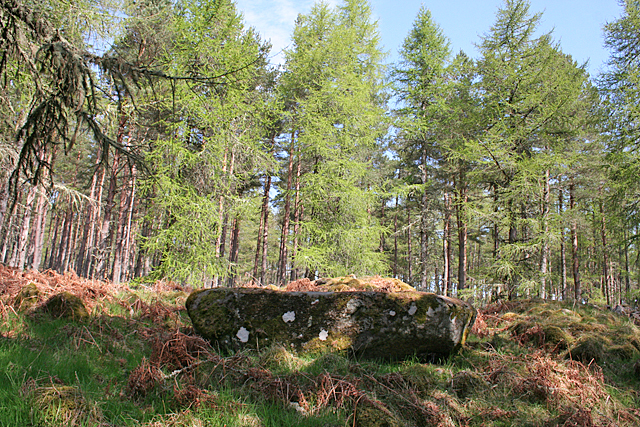
Blue Cairn Circle

Der Blue Cairn Circle (auch Blue Cairn of Ladieswell oder Balronald Wood genannt) ist ein Recumbent Stone Circle (RSC) bei Ballater in Aberdeenshire in Schottland. Merkmal der RSCs ist ein „liegender Stein“ begleitet von zwei stehenden, hohen, oft spitz zulaufenden „Flankensteinen“, die Teil des Kreises sind oder sich nahe dem Kreis befinden. Die am River Dee häufigen Kreise wurden zwischen 2300 und 1800 v. Chr. errichtet.
Der Kreis von etwa 21 Meter Durchmesser wird durch einen massiven Cairn dominiert, der größer ist als alle bei anderen RSCs gefundenen. Ob dies darauf beruht, dass der heute versteckt im Wald gelegene und von Adlerfarn überwucherte Cairn weitgehend intakt ist, oder der Cairn hier ungewöhnlich groß ist und die anderen abgetragen sind, ist unbekannt.
Der Cairn hat mehrere grubenartige Eintiefungen, darunter eine in der Mitte, die nicht das Ergebnis von Raubgrabungen sind. Alle Steine des Kreises sind, mit einer Ausnahme im Osten, umgefallen, auch der „liegende Stein“. Selbst aufgerichtet erreichen sie nicht die Höhe des zentralen Cairns. Das Cairnmaterial macht Queren des Innenraumes schwer, da die Felsbrocken etwa kopfgroß sind.

## Die Steinkreise am River Dee
Die Steinkreise von Deeside bilden eine Gruppe von Recumbent Stone Circle (RSC). Ungefähr 100 von ihnen wurden zwischen 2500 und 1500 v. Chr. in Aberdeenshire errichtet. Die Ensembles der „ruhenden Steine“ liegen in der Regel im Südosten und (normalerweise) auf dem Ringverlauf.